# Gossip Girls
Albums de T-ara
Treasure Box
(2013)
Singles
Gossip Girls est le 3e album de T-ara, sorti au Japon le 14 mai 2014. Il sort au format CD édition Pearl, CD+DVD+Photobook diamond et CD+DVD sapphire.  Il arrive 7e à l'Oricon. Il se vend à 10 463 exemplaires la première semaine et reste classé 6 semaines pour un total de 13 626 exemplaires vendus en tout.

## Liste des titres
| 1.  | Just Now                                                                            | 3:32 |
| 2.  | Lucky Wannabee!                                                                     | 3:32 |
| 3.  | Number Nine (Japanese ver.)                                                         | 3:50 |
| 4.  | Lead the way                                                                        | 4:01 |
| 5.  | Keep On Walking                                                                     | 4:04 |
| 6.  | Knockin'on my heart                                                                 | 3:52 |
| 7.  | Musica Musica                                                                       | 3:52 |
| 8.  | Watashi, Doushiyou (Japanese ver.) (私、どうしよう)                                 | 3:40 |
| 9.  | LA'booN                                                                             | 4:12 |
| 10. | A-Ha                                                                                | 4:33 |
| 11. | Kioku ~Kimi ga Kureta Michishirube~ (記憶 ~君がくれた道標(みちしるべ)~)             | 4:26 |
| 12. | T.T.L ~Time To Love (Japanese ver. DJ Hanmin Remix) (Edition First Press seulement) | 4:11 |

| 1. | "Gossip Girls" (T-ara Special Movie) |  |

| 1.  | Number Nine (Japanese ver.) (PV)                                           |  |
| 2.  | Kioku ~Kimi ga Kureta Michishirube~ (PV) (Kumazawa Naoto Director Version) |  |
| 3.  | Lead the way (PV)                                                          |  |
| 4.  | Lead the way (PV) (T-ara Lip Ver.)                                         |  |
| 5.  | 'Gossip Girls' (Recording Making)                                          |  |
| 6.  | 'Gossip Girls' (Photo Shooting Making)                                     |  |
| 11. | Sans titre (記憶 ~君がくれた道標(みちしるべ)~)                             |  |